# Віковічні дуби (заповідне урочище)
Вікові́чні дуби́ — лісове заповідне урочище в Україні. Розташований у межах Острозького району Рівненської області, на північ від села Хорів. 
Площа 10,2 га. Статус надано згідно з рішенням облвиконкому від 13.10.1993 року № 213. Перебуває у віданні ДП «Острозький лісгосп» (Хорівське л-во, кв. 23, вид. 2; кв. 29, вид. 26; кв. 30, вид. 2). 
Статус надано з метою збереження частини лісового масиву з насадженнями дуба. 